# بيتر دورسون
بيتر دورسون (بالدنماركية: Peter Dursun)‏ هو لاعب كرة قدم دنماركي في مركز الوسط، ولد في 8 يناير 1975 في آرهوس في الدنمارك. لعب مع فيدوفري ونادي ساوثيند يونايتد.

## وصلات خارجية
- بيتر دورسون على موقع Soccerbase.com (لاعب) (الإنجليزية)
- بيتر دورسون على موقع عالم كرة القدم.نت (الإنجليزية)